# 경제표

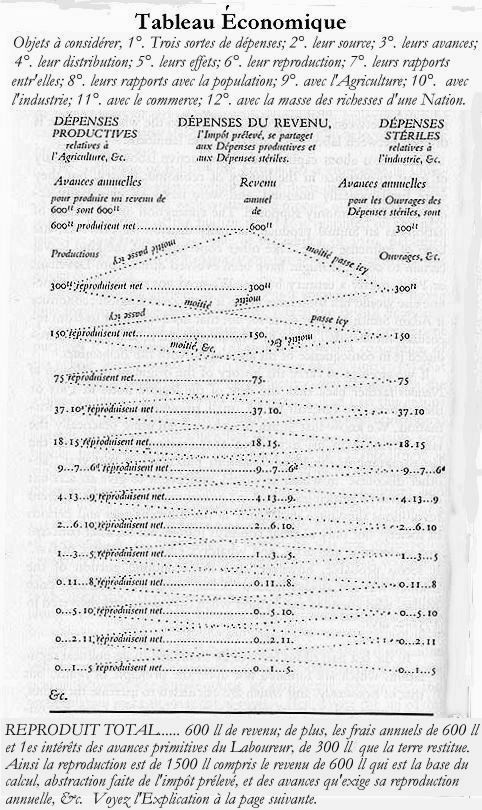
1759년 프랑수아 케네의 경제표 시각화.

경제표(프랑스어: Tableau économique, 영어: Economic Table)는 프랑스의 경제학자 프랑수아 케네가 1758년 처음 제창한 경제모델이다. 이 모델은 중농주의 경제파의 설립에 기여했다.
케네는 교역과 산업이 부의 근원이 아니었다고 믿었으며 그 대신 1758년 경제표는 임대, 임금, 구매 형태의 경제를 통한 유통을 통한 농업 과잉(surplus)이 실질적인 경제적 원동력이었음을 입증했다.

## 같이 보기
- 산업연관분석